# Inge Stollová
Ingeborg Stoll-Laforge (11. února 1930 Breinig u Cách - 24. srpna 1958 Brno) byla německá motocyklová závodnice, spolujezdkyně francouzského závodníka Jacquese Driona na sidecaru Norton.
Pocházela ze závodnické rodiny. Již v 17 letech se zúčastnila motocyklového závodu jako spolujezdkyně svého otce Kurta Stolla. V roce 1954 byla první ženou, která se zúčastnila motocyklového závodu Isle of Man TT na ostrově Man. Zahynula při nehodě během Velké ceny Československa silničních motocyklů na tehdejším brněnském okruhu.